# K4 (U-Boot)
HMS K4 war ein Unterseeboot der K-Klasse der britischen Royal Navy, das im Ersten Weltkrieg zum Einsatz kam und 1918 durch eine Kollision sank.
Die K4 gehörte zu einer 18 Boote umfassenden Schiffsklasse, deren herausragendstes Charakteristikum ein Dampfturbinenantrieb war. Im Hintergrund stand das vorgesehene Einsatzkonzept als Flotten-U-Boot, das Operationen zusammen mit den Großkampfschiffen der Grand Fleet vorsah und deshalb für damalige Verhältnisse extrem hohe Überwassergeschwindigkeiten notwendig machte. Die beiden Dampfturbinen mit einer Leistung vom 10.500 PS (7800 kW) erlaubten eine Höchstgeschwindigkeit von 24 kn (44 km/h), die K4 und ihre Schwesterschiffe über Wasser zu den wahrscheinlich schnellsten U-Booten aller Zeiten machte. Unter Wasser dienten vier Elektromotoren als Antrieb, die Bewaffnung umfasste ursprünglich zehn, später acht Torpedorohre des Kalibers 45,7 cm (vier im Bug, vier seitlich angebracht). Die Artilleriebewaffnung bestand aus einer 7,62-cm-Flugabwehrkanone und zwei 10,2-cm-Hinterladern.
Die U-Boote der K-Klasse litten unter einer Reihe von technischen Mängeln und konstruktiven Schwächen, zu denen unter anderem eine schwere Manövrierbarkeit gehörte. Noch problematischer war jedoch das Einsatzkonzept. Operationen mit Überwassereinheiten waren mit erheblichen Risiken verbunden, da die U-Boote aufgrund ihrer niedrigen Silhouette insbesondere bei schlechten Sichtverhältnissen nur schwer zu erkennen waren und die U-Boot-Kommandanten ihrerseits aufgrund der Niedrigkeit des Kommandoturms nur ein kleines Sichtfeld hatten. Die hohe Geschwindigkeit und schlechte Manövrierfähigkeit der K-Klasse-Boote verschärfte dieses Problem. Die Seeleute der Royal Navy bezeichneten diese Klasse bezeichnenderweise als “calamity class” (deutsch: „Schwierigkeiten-Klasse“) oder “killer class” (deutsch: „Mörder-Klasse“).
Der Kiel der K4 wurde am 28. Juni 1915 bei Vickers in Barrow-in-Furness gelegt, der Stapellauf erfolgte am 15. Juli 1916, die Indienststellung am 1. Januar 1917. Danach wurde das U-Boot der 12. U-Boot-Flottille der Royal Navy zugeteilt.
Am 18. November 1917 operierte K4 zusammen K1, K3 und K7 sowie dem Leichten Kreuzer Blonde vor der dänischen Küste. Als der Verband drei britischen Kreuzern auszuweichen versuchte, kollidierten K1 und K4. Die manövrierunfähige K1 musste selbstversenkt werden, um einen möglichen deutschen Zugriff zu verhindern. Die beschädigte K4 konnte heimkehren.
Am Abend des 31. Januar 1918 nahm die 12. U-Boot-Flottille mit K4, K3, K6 und K7 sowie dem als Flottillenführer dienenden Leichten Kreuzer Fearless zusammen mit der ebenfalls aus Booten der K-Klasse bestehenden 13. U-Boot-Flottille an einer groß angelegten und streng geheimen Übung der Home Fleet teil, an der sich auch das 5. Schlachtgeschwader sowie das 2. Schlachtkreuzergeschwader (zusammen sieben Schlachtschiffe und Schlachtkreuzer mit Zerstörereskorten) und zwei weitere Kreuzer beteiligten. Der gesamte Verband fuhr nach dem Auslaufen aus dem Firth of Forth aus Furcht vor deutschen U-Boot-Angriffen mit abgeschwächten Positionslichtern und unter absoluter Funkstille. Nach einem Ausweichmanöver wegen entgegenkommender Minensucher kam es zu einem Ruderfehler bei der zur 13. Flottille gehörenden K14, die beim Versuch, wieder auf den Kurs der Flotte einzuschwenken, von der ihr folgenden K22 gerammt wurde. Letztere wurde in der Folge auch noch von dem Schlachtkreuzer Inflexible gerammt und weiter beschädigt. Als die restlichen Boote der Flottille den Havaristen zur Hilfe kommen wollten, gerieten sie in den Kurs der folgenden, aber über den Unfall nicht informierten 12. Flottille. Dabei kollidierte das Führungsschiff Fearless mit der K17 (13. Flottille) und beschädigte sie so schwer, dass sie kurz darauf unterging. Im folgenden Chaos rammte und überlief die K6 die K4, die kurz darauf auch noch von der K7 gerammt wurde und in kürzester Zeit mit der gesamten Besatzung sank. Das Debakel ging als Schlacht bei der Insel May in die Geschichte der Royal Navy ein. Insgesamt starben hierbei 105 Mann, zwei U-Boote sanken, vier weitere und ein Leichter Kreuzer wurden schwer beschädigt.
Das Wrack der K4 liegt auf der Position 56° 15′ 34″ N, 2° 11′ 35″ W in einer Tiefe von 48 m aufrecht auf dem Grund. Eine tiefe Kerbe hinter dem rückwärtigen Geschütz verweist auf die Kollision, ebenso der auf die Steuerbordseite gedrückte Kommandoturm. Die sterblichen Überreste der 56 Besatzungsmitglieder befinden sich noch im Inneren des U-Boots. Seit 2006 ist das Wrack durch den „Protection of Military Remains Act“ von 1986 als „Protected Place“ geschützt. Es darf zwar von außen durch Taucher betrachtet werden, aber das Eindringen, das Sammeln von Souvenirs oder die Vornahme von Bergungsarbeiten ist verboten.